# Ptychogastria asteroides
Ptychogastria asteroides är en nässeldjursart som först beskrevs av Ernst Haeckel 1879.  Ptychogastria asteroides ingår i släktet Ptychogastria och familjen Ptychogastriidae. Inga underarter finns listade i Catalogue of Life.